# Acqualagna
Acqualagna é uma comuna italiana da região dos Marche, Província de Pesaro e Urbino, com cerca de 4.180 habitantes.
Estende-se por uma área de 50 km², tendo uma densidade populacional de 84 hab/km². Faz fronteira com Cagli, Fermignano, Urbania, Urbino.
Pertence à rede das Cidades Cittaslow.